# Sant'Isidoro alle Terme
Sant'Isidoro alle Terme ou Igreja de Santo Isidoro nas Termas era uma igreja de Roma, Itália, localizada no rione Sallustiano, na via Parigi. Era dedicada a Santo Isidoro, o Lavrador, mas foi primeiro desconsagrada e depois demolida durante as obras de restauração das Termas de Diocleciano em 1940. Dela só restou a fachada.

## História
Esta igreja foi construída por ordem do papa Bento XIV, em 1754, e realizada pelo arquiteto Giuseppe Pannini utilizando algumas salas ao lado da atual "Sala Octogonal" das termas. Estas salas e outras destruídas foram, ao longo dos séculos, utilizadas pelos papas como granários (em latim: "annonae") dos Estados Papais, conhecidos como Granários Paulinos por terem sido criados pelo papa Paulo V.
Em 1754, o papa Bento XIV visitou os granários e, além de restaurá-los, construiu no local o igreja dedicada a Santo Isidoro, o Lavrador, um santo do século XI que era um trabalhador rural e se tornou os seus santos padroeiros. Dez anos depois, o papa Clemente XIII acrescentou mais um depósito para armazenar azeite e celebrou o evento acrescentando seu brasão ao local. 
Atualmente, partes deste granário foram restauradas ao seu estado original e formam parte do Museo Nazionale Romano. A pequena igreja perdeu sua função pastoral tão logo outras igrejas foram construídas na região no século XIX, especialmente quando a vizinha Santa Maria degli Angeli tornou-se paroquial. Já estava abandonada e, presumivelmente, desconsagrada em 1891. O interior foi completamente demolido em 1940, durante escavações arqueológicas no local. O arco do teto sobreviveu e o local é utilizado como sala de eventos e exibições.

## Galeria

Imagens da igreja
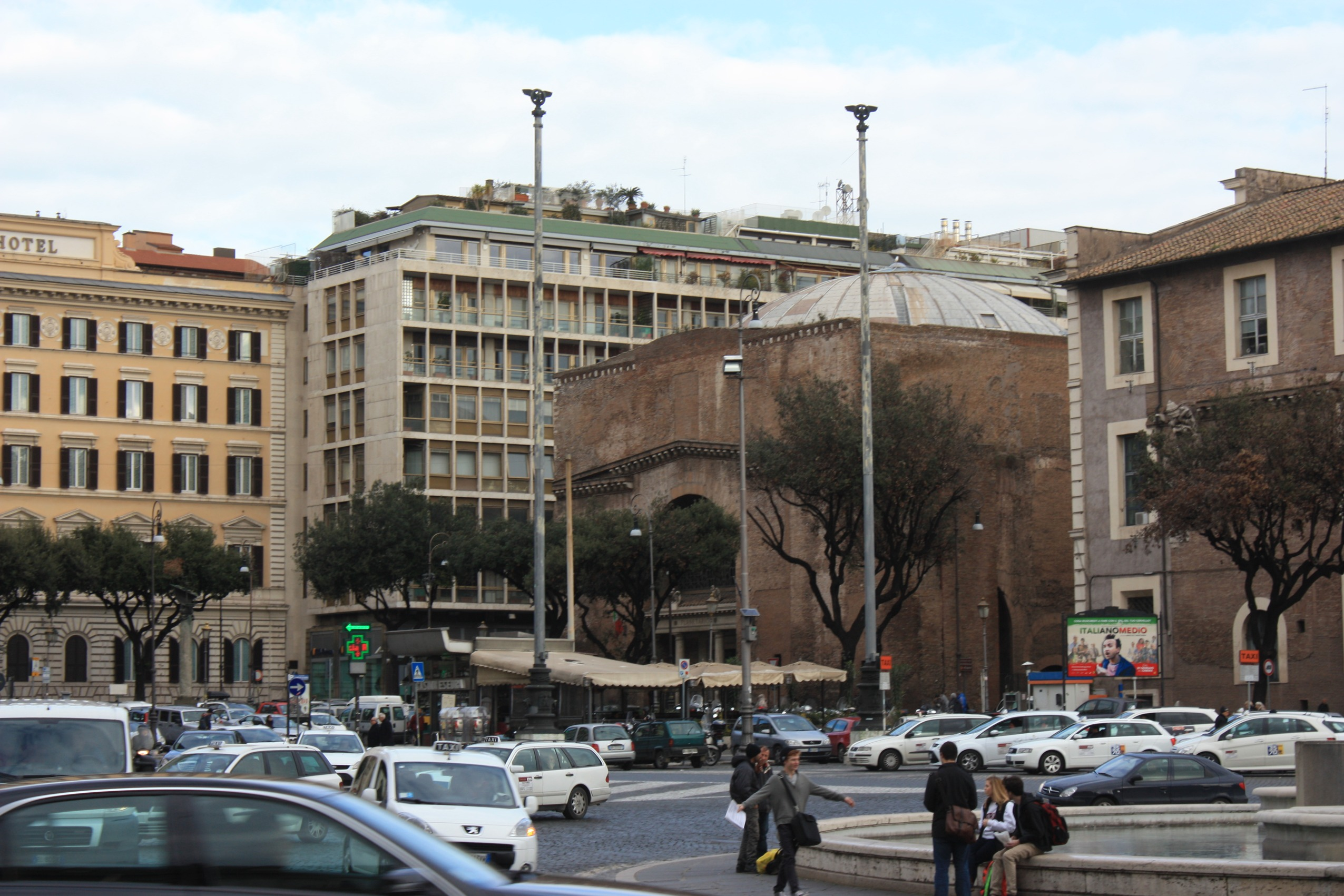
Vista do local.
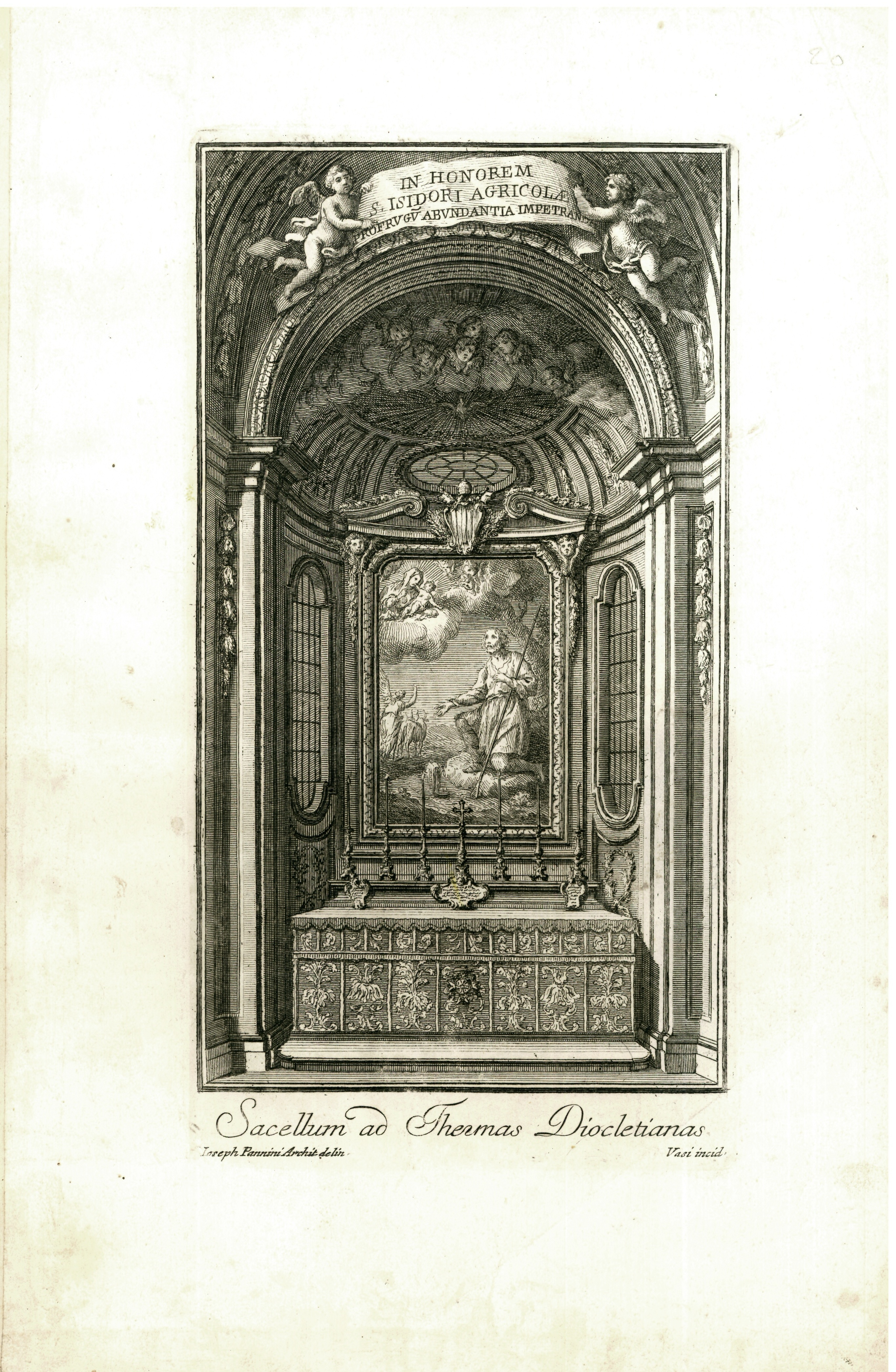
Gravura de Vasi do interior (sec.XVIII).